# Valverde de los Arroyos
Valverde de los Arroyos è un comune spagnolo di 90 abitanti situato nella comunità autonoma di Castiglia-La Mancia.